# Das Ende aller Träume
Das Ende aller Träume ist ein filmisches Drama von Mort Ramsen aus dem Jahr 1995 mit Helena Bonham Carter und Clive Russell, basierend auf dem Roman The Glace Bay Miners' Museum von Sheldon Currie. Der Film wurde von den Kritikern gefeiert. Die Premiere fand am 13. September 1995 beim Toronto Film Festival statt.

## Handlung
Die Geschichte spielt auf Cape Breton Island in Nova Scotia in den 40er Jahren. Die junge Margaret MacNeill fürchtet den Kohlenbergbau ihrer Gemeinde, wo tödliche Unfälle an der Tagesordnung zu sein scheinen. Ihren Vater und größeren Bruder hat sie bereits dort verloren, deshalb zieht sie es vor, besser keinen Bergarbeiter zu heiraten. So denkt sie, bis sie dem charmanten Neil Currie begegnet. Entgegen den Wünschen ihrer verbissenen Mutter heiraten die beiden. Noch bevor das Paar in finanzielle Schwierigkeiten gerät, nimmt Neil schließlich den Job an, den jeder ungebildete Mann in der Umgebung bekommt. Er muss unter der Erde arbeiten und verunglückt tragischerweise ein paar Tage später. Margaret ist fertig mit den Nerven und bricht zusammen. Doch in ihrer surrealen Welt entscheidet sie sich, ein spezielles Museum zu erschaffen, im Gedenken an jene, die in dem verfluchten Bergwerk ihr Leben lassen mussten.

## Preise
Genie Awards
- 1996: Sechs Genie Awards in den Kategorien, Beste Kostüme für Nicoletta Massone, Beste Musik für Milan Kymlicka, Bestes Drehbuch für Mort Ransen und Gerald Wexler, Bester Nebendarsteller für Kenneth Welsh, Beste Nebendarstellerin für Kate Nelligan und Beste Hauptdarstellerin für Helena Bonham Carter.

Fantasporto
- 1996: Einen International Fantasy Film Award in der Kategorie Beste Schauspielerin für Helena Bonham Carter.

Chlotrudis Awards
- 1998: Einen Chlotrudis Award in der Kategorie Beste Schauspielerin für Helena Bonham Carter.